# Prix littéraires du Gouverneur général 1963
Liste des Prix littéraires du Gouverneur général pour 1963, chacun suivi du gagnant.

## Français
- Prix du Gouverneur général : poésie ou théâtre de langue française : Gatien Lapointe, Ode au Saint-Laurent.
- Prix du Gouverneur général : études et essais de langue française : Gustave Lanctot, Histoire du Canada.

## Anglais
- Prix du Gouverneur général : romans et nouvelles de langue anglaise : Hugh Garner, Hugh Garner's Best Stories.
- Prix du Gouverneur général : études et essais de langue anglaise : J.M.S. Careless, Brown of the Globe.